# Ismaily Sporting Club
Pour les articles homonymes, voir Ismaily.
Maillots
Actualités
L'Ismaily Sporting Club (en arabe : النادي الإسماعيلي الرياضي), plus couramment abrégé en Ismaily, est un club égyptien de football fondé en 1921 et basé dans la ville d'Ismaïlia.
L'équipe fait partie d'un club omnisports dont la section la plus connue pratique le football.

## Histoire
Le club est créé le 20 mars 1921 sous le nom de Nahda Sporting Club par des donateurs qui souhaitaient un club pour la ville. Le club sera ainsi la première équipe égyptienne importante à voir le jour dans la zone du canal de Suez.
Il était à l'époque situé à la place du marché du vendredi aujourd'hui de la ville d'Ismaïlia jusqu'en 1926 où le club rejoindra la Fédération égyptienne de football, et déménagera en s'achetant des terres avec l'aide des donations de gens de la ville.
Les Dawareesh (surnom des fans) gagneront leur premier trophée 46 ans après leur création lors de la saison 1966-67. Ils deviendront dès lors les grands rivaux d'Al Ahly SC et du Zamalek SC.
Lors de l'année 1969, le club fera l'exploit d'être le premier club arabe à remporter la Ligue des champions de la CAF contre les congolais du TP Mazembe, avec le soutien de toute l'Égypte et sera cette année-la au sommet de sa gloire. Ils voudront refaire l'exploit dans la compétition mais échouerons au seuil des demi-finale en 1970 et des quarts de finale en 1971.
El Ismailia traversera par la suite un long passage à vide avant de revenir sur la scène nationale footballistique dans la fin des années 1980 et 90.
Il s'agit du 3e club égyptien le plus supporté après Al Ahly et le Zamalek.

## Palmarès
| National | Régional                                              | International |
| --- | ----------------------------------------------------- | --- |
| - Championnat d'Égypte (3) : - Champion : 1967, 1991 et 2002. - Coupe d'Égypte (2) : - Vainqueur : 1997 et 2000. - Finaliste : 1977, 1985, 1989 et 2003. - Supercoupe d'Égypte : - Finaliste : 2007. | - Ligue des champions arabes : - Finaliste : 2003-04. | - Ligue des champions de la CAF (1) : - Champion : 1969. - Finaliste : 2003. - Coupe de la CAF : - Finaliste : 2000. - Coupe d'Afrique des vainqueurs de coupe : - Demi-finaliste : 1986. - Quart-de-finaliste : 2001. |

## Personnalités du club

### Joueurs emblématiques
(voir aussi Catégorie:Joueur d'Ismaily SC)
- Ahmed Hassan
- Hosni Abd Rabo
- Homos
- Essam El Hadari